# 阳坝城址
阳坝城址，位于中国甘肃省卓尼县，为一个省级文物保护单位，类型为古遗址。
阳坝城址的历史年代为唐代，是古羌中咽喉要道。